# میش‌رنگین‌حاجی‌قادر
میش‌رنگین‌حاجی‌قادر، روستایی از توابع بخش ازگله شهرستان ثلاث باباجانی در استان کرمانشاه ایران است.

## جمعیت
این روستا در دهستان جیگران قرار دارد و براساس سرشماری مرکز آمار ایران در سال ۱۳۸۵، جمعیت آن ۸۹ نفر (۱۶خانوار) بوده‌است.